# Раде Пріца
Раде Пріца (швед. Rade Prica, нар. 30 червня 1980, Юнгбю) — шведський футболіст, нападник «Гельсінґборга».
Насамперед відомий виступами за «Ганзу» та «Русенборг», а також національну збірну Швеції.

## Клубна кар'єра
Народився 30 червня 1980 року в місті Юнгбю. Вихованець футбольної школи клубу «Юнгбю». Дорослу футбольну кар'єру розпочав 1995 року в основній команді того ж клубу, в якій провів три сезони, взявши участь у 37 матчах чемпіонату.
Своєю грою привернув увагу представників тренерського штабу клубу «Гельсінґборг», до складу якого приєднався 1998 року. Відіграв за команду з Гельсінґборга наступні чотири сезони своєї ігрової кар'єри. У складі «Гельсінґборга» був одним з головних бомбардирів команди, маючи середню результативність на рівні 0,37 голу за гру першості.
В кінці 2002 року уклав контракт з німецьким клубом «Ганза», у складі якого провів наступні чотири роки своєї кар'єри гравця. Більшість часу, проведеного у складі «Ганзи», був основним гравцем атакувальної ланки команди. За підсумками сезону 2004/05 «Ганза» вилетіла в другу Бундеслігу, але Пріца залишився в команді ще на один сезон.
2006 року Пріца підписав контракт з данським клубом «Ольборг», де він у сезоні 2006/07 Суперліги Данії став найкращим бомбардиром чемпіонату, забивши 19 голів в 32 матчах, а в наступному допоміг команді виграти чемпіонат Данії.
Згодом, 23 січня 2008 року, Пріца за 2 млн фунтів перейшов у англійський «Сандерленд», проте, у складі «чорних котів» заграти не зміг.
До складу клубу «Русенборг» приєднався 9 березня 2009 року. Наразі встиг відіграти за команду з Тронгейма 104 матчів у національному чемпіонаті. За цей час додав до переліку своїх трофеїв два титули чемпіона Норвегії, а у сезоні 2009 року ще й став найкращим бомбардиром чемпіонату.
У січні 2013 став гравцем ізраїльського «Маккабі» (Тель-Авів), де відразу став одним з лідерів атак команди. У 62-х матчах ізраїльського чемпіонату, відіграних за 2,5 сезони в Ізраїлі, забив 24 м'ячі.
11 серпня 2015 року повернувся на батьківщину, до добре собі знайомого «Гельсінґборга».

## Виступи за збірні
Протягом 1999–2001 років залучався до складу молодіжної збірної Швеції, разом з якою брав участь у домашньому молодіжному чемпіонаті Європи 1999 року. Всього на молодіжному рівні зіграв у 13 офіційних матчах, забив 5 голів.
У лютому 2001 року дебютував в офіційних матчах у складі національної збірної Швеції в товариській грі проти збірної Таїланду. Проте Пріца не став основним гравцем збірної і за вісім років провів у формі головної команди країни лише 14 матчів, забивши 2 голи.

## Титули і досягнення

### Командні
- Чемпіон Швеції (1):

«Русенборг»: 1999
- Чемпіон Данії (1):

«Русенборг»: 2007-08
- Чемпіон Норвегії (2):

«Русенборг»: 2009, 2010
- Володар Суперкубка Норвегії (1):

«Русенборг»: 2010
- Чемпіон Ізраїлю (3):

««Маккабі» (Тель-Авів)»: 2012-13, 2013-14, 2014-15
- Володар Кубка Ізраїлю (1):

««Маккабі» (Тель-Авів)»: 2014-15
- Володар Кубка Тото (1):

««Маккабі» (Тель-Авів)»: 2014-15

### Особисті
- Найкращий бомбардир чемпіонату Данії: 2007
- Найкращий бомбардир чемпіонату Норвегії: 2009

## Особисте життя
Син Раде, Тім Пріца, теж став професіональним футболістом.